# Bayou Vista (Texas)
Bayou Vista è un centro abitato degli Stati Uniti d'America situato nella contea di Galveston dello Stato del Texas.
La popolazione era di 1.537 persone al censimento del 2010.

## Geografia fisica
Bayou Vista è situata a 29°19′34″N 94°56′22″W (29.325979, -94.939502).
Secondo lo United States Census Bureau, ha un'area totale di 0,46 miglia quadrate (1,2 km²), di cui 0,31 miglia quadrate (0,8 km²) di terreno e 0,12 miglia quadrate (0,3 km²), o 29,15%, d'acqua.

## Società

### Evoluzione demografica
Secondo il censimento del 2000, c'erano 1.644 persone, 784 nuclei familiari e 508 famiglie residenti nella città. La densità di popolazione era di 3.323,5 persone per miglio quadrato (1.295,4/km²). C'erano 926 unità abitative a una densità media di 1.872,0 per miglio quadrato (729,7/km²). La composizione etnica della città era formata dal 94,83% di bianchi, lo 0,55% di afroamericani, lo 0,43% di nativi americani, lo 0,79% di asiatici, lo 0,06% di isolani del Pacifico, il 2,37% di altre razze, e lo 0,97% di due o più etnie. Ispanici o latinos di qualunque razza erano il 4,87% della popolazione.
The 784 nuclei familiari di cui il 12,1% aveva figli di età inferiore ai 18 anni, il 56,9% erano coppie sposate conviventi, il 4,2% aveva un capofamiglia femmina senza marito, e il 35,1% erano non-famiglie. Il 27,0% di tutti i nuclei familiari erano individuali e il 7,4% aveva componenti con un'età di 65 anni o più che vivevano da soli. Il numero di componenti medio di un nucleo familiare era di 2,10 e quello di una famiglia era di 2,48.
La popolazione era composta dal 10,3% di persone sotto i 18 anni, il 6,8% di persone dai 18 ai 24 anni, il 26,9% di persone dai 25 ai 44 anni, il 41,4% di persone dai 45 ai 64 anni, e il 14,7% di persone di 65 anni o più. L'età media era di 48 anni. Per ogni 100 femmine c'erano 110,2 maschi. Per ogni 100 femmine dai 18 anni in giù, c'erano 110,1 maschi.
Il reddito medio di un nucleo familiare era di 62.321 dollari, e quello di una famiglia era di 70.114 dollari. I maschi avevano un reddito medio di 52.045 dollari contro i 31.467 dollari delle femmine. Il reddito pro capite era di 30.495 dollari. Circa lo 0,6% delle famiglie e il 3,1% della popolazione erano sotto la soglia di povertà, incluso nessuno sotto i 18 anni e il 3,9% di persone di 65 anni o più.